# Спортивна аеробіка

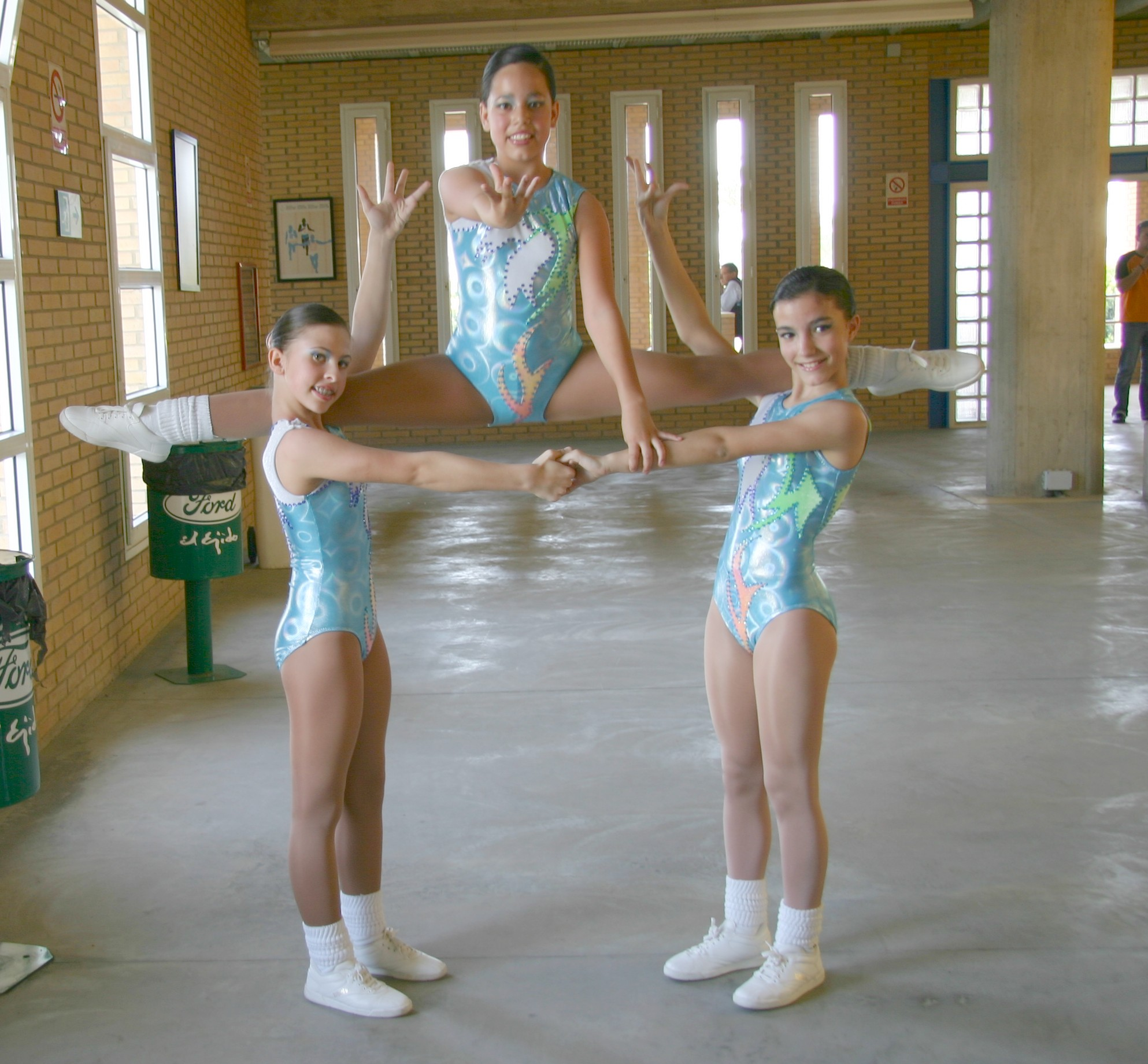
Команда зі спортивної аеробіки

Спортивна аеробіка — вид спорту, який з 1995 року розвивається під керівництвом Міжнародної федерації гімнастики. Спортивна аеробіка є одним з п’яти видів гімнастики поряд зі спортивною та художньою гімнастикою, акробатикою та стрибками на батуті.
Спортивна аеробіка містить елементи спортивної та художньої гімнастики, спортивної акробатики і є одним з найдинамічніших, емоційних, видовищних видів спорту, які вимагають граничного прояву фізичних психологічних якостей і техніко-тактичних умінь.

## Історія розвитку
Слово «аеробіка» застосовують до різних видів рухової активності, які мають оздоровчу направленість. Його вперше у 1963 році вжив у книзі «Аеробіка» американський лікар Кеннет Купер. У своїй праці автор зазначив позитивні результати досліджень впливу аеробних тренувань на організм людини. Також медик відмічав великий внесок американської танцівниці Джекі Сорренсен у розвиток танцювального напрямку аеробіки.
Американська акторка Джейн Фонда значно збагатила танцювальну аеробіку, об’єднавши комплекс танцювальних вправ, які виконуються під музичний супровід, у формат уроку. У 1979 р. у Беверлі Хіллз акторка відкрила свою першу танцювальну студію аеробіки.
У 80-ті роки XX століття аеробіка здобула популярність по всьому світу завдяки борцям за стрункість. У Європі, США, країнах Азії та Південної Америки почали проводити фестивалі та конкурси з аеробіки.
Міжнародна федерація гімнастики розробляє правила та регламент проведення змагань, займається організацією турнірів на міжнародному, континентальному та регіональному рівнях, а також готує суддів, тренерів та спортивних спеціалістів з аеробіки. За кількістю країн-учасниць спортивна аеробіка після спортивної гімнастики займає друге місце та нараховує 87 країн.

## Опис
Спортсмени виступають у наступних категоріях: індивідуальні чоловічі, індивідуальні жіночі, змішані пари, трійки та групи (5 спортсменів), а також танцювальна гімнастика (aerodance) та гімнастична платформа (aerostep).
Гімнасти поділяються на вікові категорії: 6-8, 9-11, 12-14, 15-17, 18+, та змагаються лише у своїй категорії та віковій групі.
Змагальна програма спортсмена має вигляд композиції з різних за складністю і змістом рухів та елементів. Він має виконати елементи на гнучкість, спритність, силу та витривалість.

## Система оцінювання
Вправи оцінюються за такими критеріями: виконання, артистичність та складність.
Виконання та артистичність оцінюють 4 судді, складність – 2 судді, а також є присутнім суддя по лінії, який слідкує за заступами за майданчик. За різні порушення можуть знижувати оцінки.
Відповідно до традицій гімнастики у спортивній аеробіці максимальна (комплексна) оцінка підсумовує результати всіх розділів суддівства, враховуються вирахування за порушення правил, та за кінцевою оцінкою визначається переможець змагань. Якщо збігається кінцевий результат у декількох спортсменів, то передбачається система визначення з врахуванням всіх критеріїв (перевага надається артистичності).

## Спортивна аеробіка в Україні
В Україні спортивну аеробіку підтримує та розвиває Федерація України зі спортивної аеробіки та фітнесу (ФУСАФ). Федерація була заснована у 1991 р. як незалежна громадська організація оздоровчого та спортивного напряму. У 1999 р. вона отримала національний статус.
ФУСАФ щорічно проводить Чемпіонати та Кубки України з таких вікових категорій: 
- діти (6-11р.)
- кадети (12-14 р.)
- юніори (15-17 р.)
- молодь (17-21 р.)
- дорослі (18 р. та старші)[2].

А також за підтримки Федерації проходять національні турніри (Кубок С.П. Корольова, Кубок Азовського моря, Кубок Слобожанщини) та Міжнародні турніри (Чемпіонат Європи, "Sudak Open", "Cup of Ukraine" і т. ін.).